# Wegimpulszahl

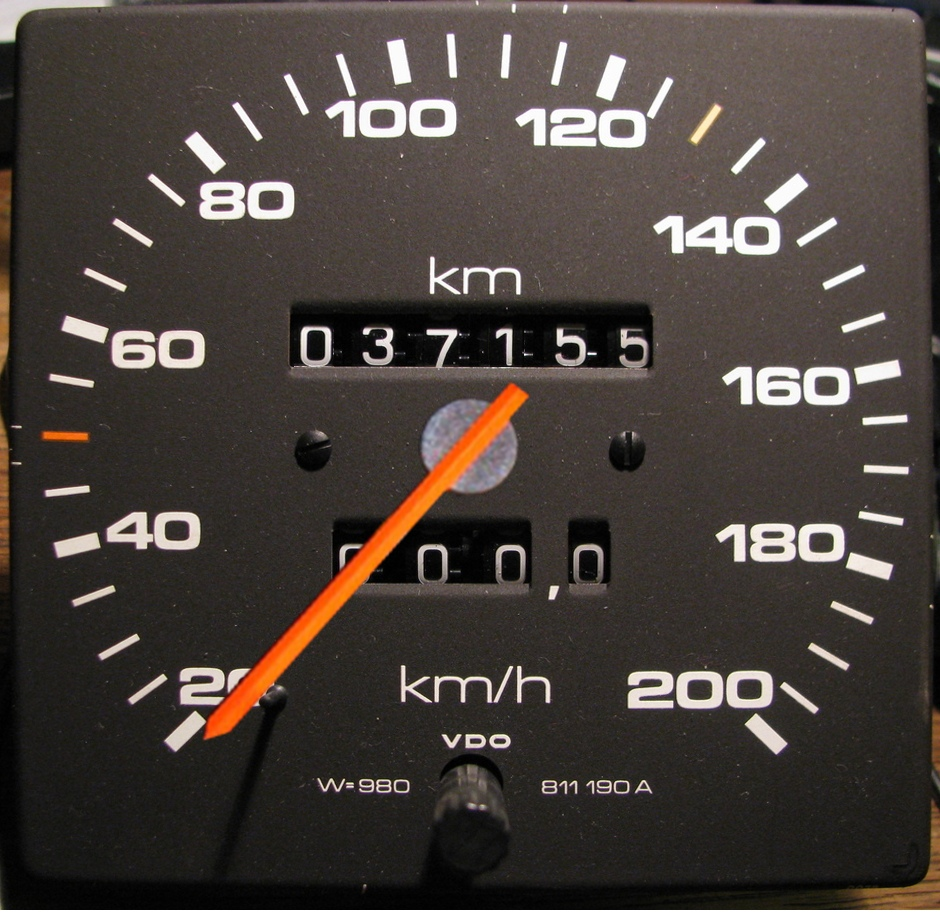

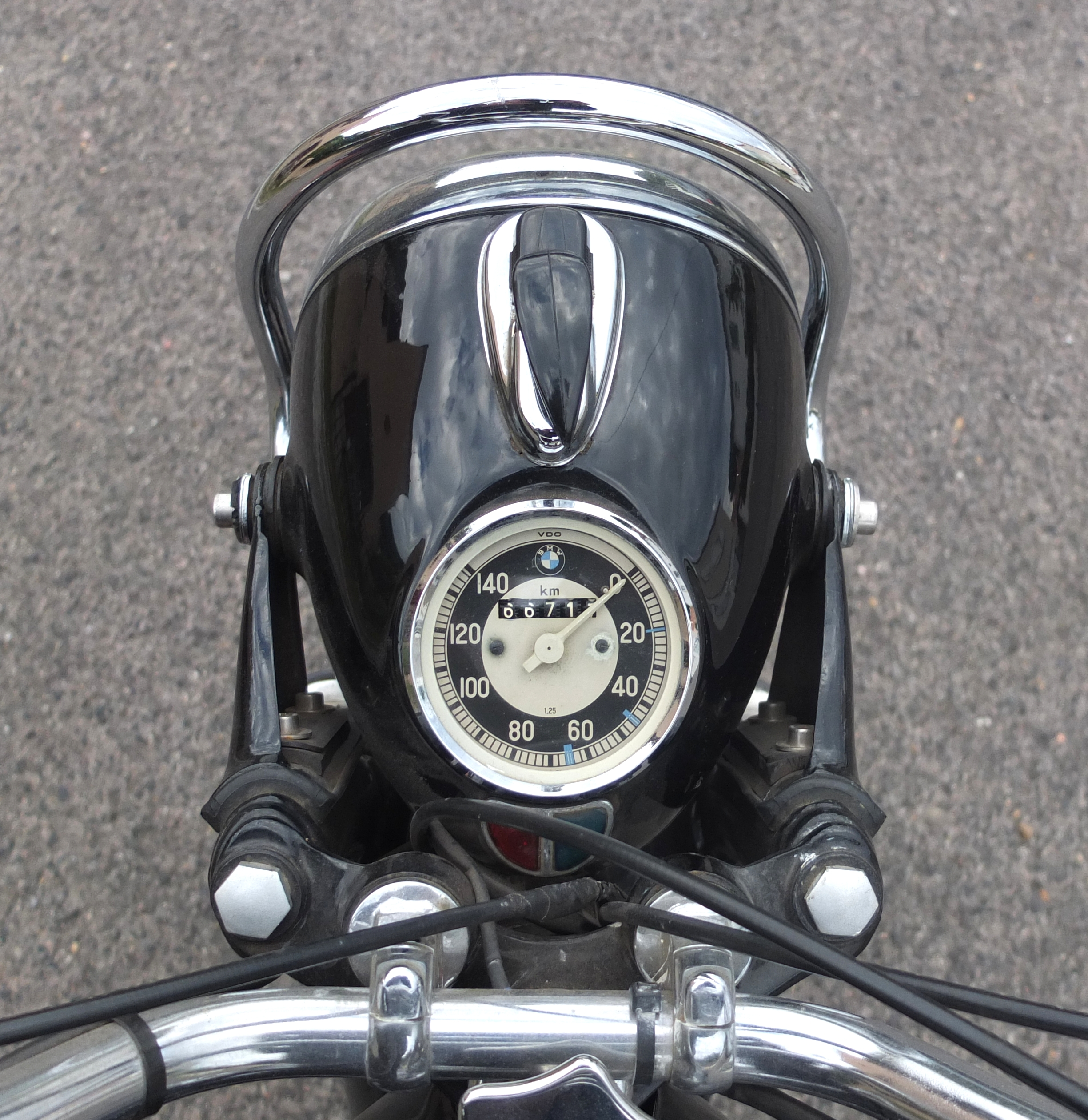
Wegstreckenzahl (1,25) bei einer BMW R26

Wegimpulszahl, auch Tachokonstante oder Gerätekonstante (je nach Hersteller auch k-Zahl (K-Zahl), heutzutage eher selten Wegezahl, Wegdrehzahl oder Wegstreckenzahl) ist in der Fahrzeug- und Antriebstechnik das Verhältnis zwischen der Zahl der Impulse bzw. bei älteren Fahrzeugen den Umdrehungen einer Tachometerwelle und der zurückgelegten Wegstrecke. Sie ist abhängig von der Radgröße und der Übersetzung zur Antriebswelle beziehungsweise zum Tachometerwellenantrieb. Die Wegimpulszahl ist mit entscheidend für die Anzeigegenauigkeit von Tachometer und Kilometerzähler. 
Die Wegstreckenzahl wird als Wert auf alten mechanischen Tachos angegeben, zum Beispiel bedeutet „W=715“, dass auf 1000 zurückgelegte Meter 715 Umdrehungen der Tachowelle kommen. Bei anderen Herstellern wird teilweise ein anderes Formelzeichen k (statt w oder W) verwendet. Die Genauigkeit der Wegstreckenmessung in einem Kilometerzähler unterliegt in Deutschland gesetzlichen Vorgaben. Die Abweichung darf nach § 57 Abs. 3 StVZO +/− 4 % betragen. Für die Geschwindigkeitsmessung des Tachometers gilt, dass die angezeigte Geschwindigkeit nicht unterhalb der tatsächlich gefahrenen liegen, aber nach oben um max. 10 % v + 4 km/h abweichen darf (sog. Tachovoreilung).
Bei elektronischen Tachometern, wie sie heute als Teil der Kombiinstrumente in Automobilen verbaut werden, ist die Wegimpulszahl oft ein nachträglich durch den Werkstatt-Servicecomputer anpassbarer Wert, der beispielsweise in einem EEPROM gespeichert wird. Nötig wird so eine Änderung meistens bei der Montage einer anderen Reifengröße mit leicht abweichendem Durchmesser. Die im Tacho einprogrammierte Wegimpulszahl ist bei manchen Fahrzeugen über einen versteckten Menüpunkt im Kombiinstrument ablesbar. Die zur Berechnung der Wegstrecke sowie Geschwindigkeit benötigte Raddrehzahl wird mit einem Inkrementalgeber gemessen.
Nach Anlage XVIIIa zu § 57b Abs. 1 der StVZO wird die Wegimpulszahl w durch Abrollen auf einer ebenen Prüfstrecke von mindestens 40 m bestimmt; ersatzweise kann eine 20 m lange Messstrecke bei Verwendung eines elektronischen Wegimpulszahlmessgerätes oder ein geeigneter Rollenprüfstand gewählt werden. Dabei wird die Anzahl der Impulse auf der definierten Messstrecke ermittelt; dementsprechend ergibt sich auch die Maßeinheit von w zu [Impulse/Kilometer] oder [I/km]. Im englischsprachigen Raum wird die Wegimpulszahl in der Einheit "Pulses per mile" [PPM] angegeben.
Die PTB fordert beispielsweise für die Zulassung von Video-Nachfahrsystemen und dazugehörige Geschwindigkeitsmessgeräte in Kraftfahrzeugen (zur amtlichen Geschwindigkeitsüberwachung), dass der Wegimpulsgeber mindestens 2000 I/km liefern kann.

## Definitionen nach ECE-R 39
In der Regelung ist die "Gerätekonstante des Geschwindigkeitsmessers" als "Verhältnis zwischen der Zahl der Umdrehungen oder Impulse pro Minute am Eingang und einer bestimmten angezeigten Geschwindigkeit" definiert. Die "Gerätekonstante des Wegstreckenmessers" ist als "Verhältnis zwischen der Zahl der Umdrehungen oder Impulse am Eingang und der zurückgelegten Wegstrecke" definiert.